# Toyota Soarer
Toyota Soarer (яп. トヨタ・ソアラ) — автомобиль с кузовом типа купе, класса GT (Gran Turismo), выпускавшийся фирмой Toyota в Японии с 1981 по 2005 год.
Впервые автомобиль был показан как прототип EX-8 на автошоу в городе Осака, Япония. В 1981 году пошел в производство поколением Z1, которое заменило купе Toyota Markll Coupe, и представлял собой угловатое двухдверное купе.
В 1986 году был выпущен более округлый Toyota Soarer (поколение Z2). В 1991 году в Японии вышло третье поколение (30 серия) Toyota Soarer. На основе 30 серии был создан Lexus SC — роскошное купе, выпускаемое сформированным в 1990 году подразделением Toyota по производству более дорогих автомобилей для экспорта за пределы Японии — Lexus. Хотя и Lexus SC и Soarer имели общий внешний вид, и некоторые общие компоненты, 30 серия выпускалась с другой трансмиссией и двигателями и включала в себя несколько уникальных моделей.
В 2001 году Toyota представила четвёртое поколение (40 серию) Soarer уже в качестве купе-кабриолета, за пределами Японии продававшееся как Lexus SC430. В отличие от предыдущих версий, Soarer четвёртого поколения и Lexus SC были практически идентичны. После официального открытия продаж Lexus в Японии в 2005 году, 40 серия была снята с производства, и на японский рынок вышел Lexus SC430.

## Серия Z1
Toyota Soarer серии Z1 производился с февраля 1981 по декабрь 1985, с рядными шестицилиндровыми двигателями объёмами 2, 2,8 и 3 литра. Soarer первого поколения дебютировал с задним приводом. Он выделялся множеством технологических электронных новинок, такими как бортовой компьютер с сенсорной панелью, управляющий климат-контролем, цифровые спидометр и тахометры на светодиодах и другими. Машина имела подвеску типа МакФерсон спереди и диагональные рычаги сзади, угловатый кузов с огромным капотом.
Автомобиль оснащался на выбор пятиступенчатой механической либо четырёхступенчатой автоматической коробкой передач и автоматической системой самодиагностики. Было доступно несколько моделей с разными двигателями:
- GZ10 с двигателем 1G-EU (выпускался с 02.1981 по 12.1985) или 1G-GEU (выпускался с 02.1983 по 12.1985)
- MZ10 с двигателем M-TEU (выпускался с 06.1981 по 12.1985) коробка передач — только 4ступенчатый автомат
- MZ11 с двигателем 5M-GEU (выпускался с 02.1981 по 01.1985)
- MZ12 с двигателем 6M-GEU (выпускался с 01.1985 по 12.1985)

По некоторым параметрам ранние MZ10 несколько отличались от поздних MZ10.
- Поздние MZ10 оснащались водно-воздушным интеркулером
- Турбины на поздних MZ10 имели масляно-воздушное охлаждение в отличие от просто масляного охлаждения на ранних MZ10

В Японии Toyota Soarer серии Z1 был признан Автомобилем Года 1981—1982 модельного года. В 1983 году сделаны значительные изменения внешности: наружная бампер, решётка радиатора, колея передних колёс расширена на 20 мм. Изменения коснулись и интерьера: изменена отделка, дизайн новой цифровой панели, добавлены карманы в дверях. В 1984 году внедрены электрически убирающиеся наружные зеркала, новые спойлеры спереди и сзади.
Модель MZ12 оснащалась:
- АБС
- Круиз контролем
- Настраиваемым в 7 плоскостях кожаным сиденьем водителя
- Фирменной пъезо-подвеской Toyota Electronicly Modulated Suspension (TEMS)
- Цифровым автоматическим климат-контролем
- Бортовым компьютером с выводом на экран (ЭЛТ)

## Серия Z2
Серия Z2 находилась в производстве с января 1986 года по апрель 1991 года. Гамма шестицилиндровых бензиновых двигателей включала в себя несколько вариантов:
- 1G-EU (2.0L OHC I-6) устанавливался с 01.1986 по 12.1987,
- 1G-FE (2.0L DOHC I-6) устанавливался с 01.1989 по 04.1991,
- 1G-GEU (2.0L DOHC I-6 TWINCAM24) устанавливался с 01.1986 по 04.1991,,
- 1G-GTEU (2.0L DOHC I-6 TWINCAM24 TWIN TURBO) устанавливался с 01.1986 по 04.1991,
- 7M-GTEU (3.0L DOHC I-6 TWINCAM24 TURBO) устанавливался с 01.1986 по 04.1991

Внешность модели второго поколения имела общие черты с Toyota Cressida (кузов MX73) и Toyota Mark II (кузов GX81). По сравнению с первой серией общий стиль и пропорции кузова остались прежними, но немного смягчились. Технически машина изменилась очень сильно. Вместо подвески типа МакФерсон, спереди и сзади использовались двойные поперечные рычаги. Автомобиль имел полностью идентичную платформу с Toyota Supra. Тормоза — вентилируемые, дисковые. Во втором поколении сохранилась традиция использовать только электронные панели приборов.
В 1988 году Soarer Z2 получил рестайлинг — изменились задние фонари, передняя решётка, интерьер и другие незначительных изменения (климат, тире). Кроме того были усовершенствованы двигатели:
- 1G-GTEU мощность выросла с 180 до 210 л. с.
- 7M-GTEU мощность выросла с 230 до 240 л. с.

Двигатели M-серии получили масляные форсунки для охлаждения поршней.
В марте-апреле 1989 года была выпущена ограниченным тиражом в 500 экземпляров модель в версии кабриолет (модификация Aerocabin) со складной убирающейся металлической крышей с электрическим приводом.

## 30-я серия
В 1990 году, после успешного запуска за пределами Японии с своего люкс-подразделения Lexus, Toyota поручила своей калифорнийской дизайн-студии разработать новое люкс-купе. В 1991 году оно было представлено в США как Lexus SC 300/400. В том же году начались продажи Toyota Soarer третьего поколения (30-я серия) в Японии, заменив серию Z2. Soarer 30-й серии имел практически одинаковый кузов (Lexus, в частности, немного длиннее) и ключевые компоненты с Lexus SC, однако внутренняя отделка, трансмиссия и двигатели отличались.
В 1991 Toyota Soarer имел на борту самое роскошное и современное оборудование среди всех выпускаемых автомобилей того времени. Это была одна из первых машин с установленным производителем GPS-навигатором, и системой управления системами автомобиля через встроенный компьютер с тачскрином.
Toyota Soarer 1991—2000 годов выпуска предлагалась с 4-скоростной автоматической коробкой передач для всех моделей. Модель JZZ30(твин-турбо) также поставлялся с 5-ступенчатой коробкой. Однако, в отличие от Lexus, Soarer 30 серии не получил 5-ступенчатую автоматическую КПП, и только 6-цилиндровая версия получила двигатель с изменяемыми фазами газораспределения (VVTi) в 1996.
Кроме того UZZ30 (эквивалент Lexus SC400) продавался только с 1991 по 1993, а JZZ31 (эквивалент Lexus SC300) не был представлен на японском рынке до 1994.

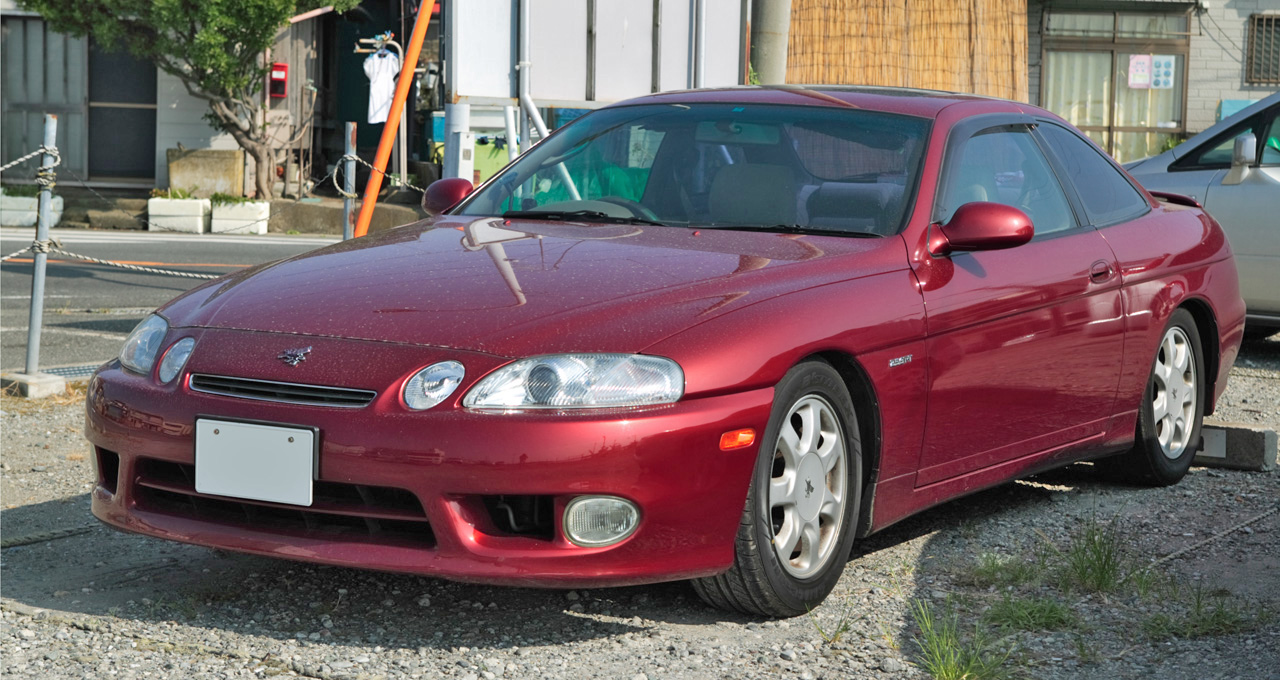
Toyota Soarer GT Twin Turbo JZZ30 (1993 года)

Модель JZZ31 использовала тот же двигатель и трансмиссию как и Toyota Supra MKIV N/A 1993—1998 годов выпуска. Этот 3-хлитровый рядный шестицилиндровый двигатель с DOHC (2JZ-GE) также применялся в Lexus IS 300 и GS 300.

### Модели 30-й серии
- JZZ30 — 2,5л 6 цил. твин-турбо (1991—1996)
- JZZ30 — 2,5л 6 цил. турбо с VVTi (1996—2000)
- JZZ31 — 3,0л 6 цил. (Lexus SC 300 в США) (1992—2000)
- UZZ30 — 4,0л 8 цил. (Lexus SC 400 в США) (1991—1993)
- UZZ31 — 4,0л 8 цил. с пневматической подвеской (1991—1997)
- UZZ32 — 4,0л 8 цил. с активной подвеской и подруливающими задними колёсами (4ws) (1991—1996)

### Турбо-модели JZZ30
С 1991 по 1996 год в Японии выпускалась модель Soarer JZZ30 c двигателем 1JZ-GTE 2.5L Twin Turbo. Официально это двигатель развивал мощность 206 кВт (276 л. с.) и 363 Н·м крутящего момента при 4800 об./мин. С августа 1996 года две маленькие турбины заменили на одну среднего размера и добавили систему управления изменяемыми фазами газораспределения (VVTi). Формально обновлённый двигатель развивал те же 206 кВт, но имел больше крутящего момента на низких оборотах — 378 Н·м всего при 2400 об./мин. Также модель 1996 года получила небольшой рестайлинг: изменённый передний бампер, фары и боковой обвес.
2,5-литровый турбо-Soarer выпускался в двух модификациях GT-T и GT-TL. Последняя включала электропривод сидений, отделку деревом и круиз-контроль в стандартной комплектации.

### Модели JZZ31
В США SC300 был представлен сразу после LS400 и SC400 как альтернатива двигателям V8, в JZZ31 была установлена рядная шестёрка 2JZ-GE. В Японии это случилось двумя годами позднее, в 1994. JZZ31 заменил японский UZZ30 с подвеской на винтовых пружинах и с двигателем V8. Однако SC400 с параметрами как у UZZ30 выпускался в США до 2000 года. Этот JZZ31 имел двигатель 2JZ-GE, такой же как на Toyota Supra и других топовых моделях Toyota.
Двигатель развивал мощность в 225 л. с. (168KW) на 5800 об./мин. и 285 Н·м крутящего момента при 4800 об./мин. Ускорение натурально сбалансированного рядного шестицилиндрового двигателя было мягким и резвым благодаря красной зоне в районе 6500 об./мин. и конфигурации с 24 клапанами с двойными распредвалами. Как самый лёгкий Soarer из моделей 1991—2000 годов (около 1500 кг или меньше, в зависимости от установленных опций) JZZ31 разгонялся до 100 за менее чем 8 секунд, а четверть мили проезжал за менее чем 16 секунд.
Что касается комплектаций, то JZZ31, известный в Японии как Soarer 3.0GT имел особую спецификацию «G Pack», которая была очень близка к UZZ30 с её деревянной отделкой, аудиосистемой с 7 динамиками и т. п. С другой стороны самая доступная «Базовая» модель была похожа на базовую модель TT, где вместо дерева использовался пластик, круиз-контроля не было и устанавливалась простая стереосистема.
JZZ31 производился в Японии и поставлялся в США в качестве LEXUS SC300 до декабря 2000 года.

### Модели UZZ31 и UZZ32
Не выпускаемые для американского рынка модели UZZ31 и UZZ32, имели более роскошные опции чем JZZ30 или JZZ31/SC 300 и UZZ30/SC 400. Такие параметры как полностью кожаные сиденья с электроприводом, подогревом и памятью, автовыдвигающийся руль с электронной регулировкой, ультразвуковые очистители зеркал и зеркало заднего вида с электрозатемнением отличали эти машины от их более спортивных версий и немецких конкурентов. UZZ31 и UZZ32 также поставлялись с «EMV» (Electro Multi Vision) — встроенным экраном с телевидением, навигацией (только по Японии), самодиагностикой и тачскрином управляющим всеми функциями климат-контроля и продвинутой аудиосистемой с 6 динамиками и сабвуфером, ченжером на 12 дисков и цифровой обработкой сигнала.
UZZ31 использовала пневматическую подвеску с двумя положениями величины просвета и жёсткости амортизаторов.
Модель UZZ32 была самой продвинутой в 30 серии. В ней использовались камера заднего вида (в UZZ32, также как и в UZZ31, была доступна в виде опции), вмонтированная в задний спойлер, подруливающие задние колеса и сложная управляемая компьютером гидравлическая активная подвеска. Инженеры предпочли гидравлические стойки обычным пружинам и стабилизаторам, управляемыми чувствующими повороты, ускорение и торможение сенсорам. Система работала очень хорошо и позволяла насладиться необычайной управляемостью и мягкостью поездки без крена в поворотах. Однако прибавка в весе за счет этой системы ухудшала показатели разгона в той или иной степени, а сама машина была очень дорогой. Из-за этого было выпущено только 873 UZZ32 и теперь они очень ценятся среди коллекционеров в Великобритании и Австралии. С учётом редкости некоторые поздние модели UZZ32 с маленьким пробегом можно встретить в продаже за 20-35 тыс. долл., тогда как большинство обычных Soarer (простые V8, рядные 6-ки и TT) можно купить за 8-15 тыс. долл.

## 40-я серия
Soarer 40 серии был по большей части идентичен его Lexus-эквиваленту и за пределами Японии продавался как Lexus SC 430 с 2001 года. Soarer 430SCV имел складную жёсткую крышу в стиле современного Mercedes-Benz SL. На купе устанавливался двигатель V8 объёмом 4,3 литра с изменяемыми фазами газораспределения (3UZ-FE VVTi) — такой же как в представительском седане Lexus LS 430. Он выдавал достойные 208КВт (280 л. с.) и 430 Н·м крутящего момента. Это позволило купе разгоняться до 100 км/ч за разумные 6 секунд. Общий как для Soarer 40 серии так и для Lexus SC 430 кузов был разработан дизайнерами Toyota во Франции и Японии. Некоторые отмечают, что по сравнению с 30 серией 40 потеряла так уважаемый ценителями стройный силуэт и в целом стала выглядеть хуже — тяжелее и короче.
В отличие от предыдущих поколений и 40-й Soarer и Lexus имели одинаковую конструкцию. В связи с усилением Lexus как основного премиум-бренда Toyota по всему миру фокус разработки сместился в пользу Lexus, а не отдельной модели под маркой Soarer. 26 июля 2005 года были официально начаты продажи Lexus в Японии, что полностью прекратило выпуск и продажи Toyota Soarer.